# Kabinet-Wescot-Williams I
Het kabinet-Wescot-Williams was het eerste kabinet van het land Sint Maarten sinds de opheffing van de Nederlandse Antillen op 10 oktober 2010. 
Het kabinet bestond uit twee partijen, namelijk de Democratische Partij Sint Maarten (afkorting: DP) en United People's Party (afkorting: UP). Het kabinet had een krappe meerderheid in de Staten, slechts 8 van de 15 zetels waren voor de coalitie. De leider van de kleinste partij in het kabinet, de DP, heeft de minister-president geleverd: Sarah Wescot-Williams.
Nadat het kabinet zijn meerderheid op 27 april 2012 verloor, doordat een lid van United People zijn partij en daarmee het hele kabinet niet langer steunde, diende Sarah Wescot-Williams haar ontslag in bij gouverneur Eugene Holiday.
Het volgende kabinet, het kabinet-Wescot-Williams II, trad aan op 21 mei 2012.

## Samenstelling
| Ministerie                                                                                         | Minister                                                     | Partij |
| -------------------------------------------------------------------------------------------------- | ------------------------------------------------------------ | ------ |
| Minister-President en tevens Minister van Algemene Zaken                                           | Sarah Wescot-Williams                                        | DP     |
| Minister van Volkshuisvesting, Ruimtelijke Ordening, Milieu en Infrastructuur, tevens vice-premier | Theo Heyliger                                                | UP     |
| Minister van Financiën                                                                             | Hiroshi Shigemoto                                            | UP     |
| Minister van Justitie                                                                              | Roland Duncan                                                | UP     |
| Minister van Onderwijs, Cultuur, Jeugd- en Sportzaken                                              | Rhoda Arrindell                                              | UP     |
| Minister van Volksgezondheid, Sociale Ontwikkeling en Arbeidszaken                                 | Maria Buncamper-Molanus (tot 23-12-2010) Cornelius De Weever | DP     |
| Minister van Toerisme, Economische Zaken, Vervoer en Communicatie                                  | Franklin Meyers                                              | UP     |

De gevolmachtigd minister van Sint Maarten maakt geen deel uit van het Sint-Maartense kabinet, maar wel van de Rijksministerraad. De rijksministerraad beslist over zaken die het gehele Koninkrijk aangaan. De gevolmachtigd minister is de vertegenwoordiger van de regering van Sint Maarten in Nederland en bij de Koninkrijksregering. Mathias Voges vervulde onder dit kabinet de rol van gevolmachtigd minister. De gouverneur van Sint Maarten vervangt het staatshoofd (Koningin Beatrix). De gouverneur heeft geen politieke verantwoordelijkheden en maakt geen deel uit van het kabinet. Sinds 2010 is Eugene Holiday gouverneur van Sint Maarten.